# Phyllanthus paxii
Phyllanthus paxii är en emblikaväxtart som beskrevs av John Hutchinson. Phyllanthus paxii ingår i släktet Phyllanthus och familjen emblikaväxter. Inga underarter finns listade i Catalogue of Life.